# DHB-Pokal 2003/04
Der DHB-Pokal 2003/04 war die 30. Austragung des Handballpokalwettbewerbs der Herren. Das Finale fand am 2. Mai 2004 in der mit 12.917 Besuchern ausverkauften Color Line Arena in Hamburg statt. Sieger wurde zum zweiten Mal in Folge die SG Flensburg-Handewitt.

## Modus
Es traten 108 Mannschaften aus der Bundesliga, der 2. Bundesliga, der Regionalliga, der Oberliga und dem Landesverband unterhalb der Oberliga im K.-o.-System gegeneinander an. Es wurden fünf Hauptrunden ausgetragen. Danach erfolgte die weitere Ausspielung mit zwei Halbfinalspielen und einem Finale im Final Four.

## 1. Runde
Die Begegnungen der 1. Runde fanden, ohne Beteiligung der 18 Erstligavereine, hauptsächlich am 30. und 31. August 2003 statt. Der TV Emsdetten und der TV Hüttenberg kamen durch ein Freilos in die 2. Runde.

### Nord
| Heimmannschaft      |   | Gastmannschaft            | Ergebnis                   |
| ------------------- | - | ------------------------- | -------------------------- |
| THW Kiel II         | – | VfL Lichtenrade           | 33:30 (13:14)              |
| TSV Burgdorf        | – | HSG Varel                 | 29:22 (13:12)              |
| TV Jahn Duderstadt  | – | HC Empor Rostock          | 21:26 (13:11)              |
| TuS Spenge          | – | SC Magdeburg II           | 30:18 (16:8)               |
| TuS Alstertal       | – | HSG Schwerte-Westhofen    | 21:33 (9:17)               |
| VfL Eintracht Hagen | – | MTV Rheinwacht Dinslaken  | 30:35 (11:15)              |
| 1. VfL Potsdam      | – | HG 85 Köthen              | 25:26 (11:15)              |
| VfL Alfeld          | – | HSG Tarp-Wanderup         | 26:29 (15:14)              |
| MTV Braunschweig    | – | USV Cottbus               | 26:30 (14:17)              |
| Mettmanner SC       | – | TSV Altenholz             | 23:29 (10:13)              |
| Ibbenbürener Spvg   | – | SV Anhalt Bernburg        | 26:33 (16:17)              |
| Dessauer HV         | – | 1. SV Concordia Delitzsch | 21:27 (9:12)               |
| HSG 02 Bielefeld    | – | Eintracht Hildesheim      | 28:25 (13:14)              |
| Oranienburger HC    | – | ATSV Habenhausen          | 23:22 (9:14)               |
| TSV Bremervörde     | – | Reinickendorfer Füchse    | 23:35 (11:16)              |
| Bramstedter TS      | – | HSG Kropp-Tetenhusen      | 30:24 (13:13)              |
| TSV Rudow Berlin    | – | SV Post Schwerin          | 25:40 (12:19)              |
| SV Lok Aschersleben | – | Ahlener SG                | 16:32 (8:14)               |
| TSV Alt Duvenstedt  | – | VfL Fredenbeck            | 18:37 (8:19)               |
| TSV Ellerbek        | – | TuS N-Lübbecke            | 19:25 (9:12)               |
| HG Norderstedt III  | – | MTV Obernkirchen          | 22:25 n. V. (11:10, 20:20) |
| TG Münden           | – | HSG Augustdorf/Hövelhof   | 21:22 (14:14)              |

### Süd
| Heimmannschaft                 |   | Gastmannschaft           | Ergebnis      |
| ------------------------------ | - | ------------------------ | ------------- |
| SV Hermsdorf                   | – | LTV Wuppertal            | 20:22 (14:13) |
| VfB Forchheim                  | – | TVA Saarbrücken          | 33:13 (14:5)  |
| TV Gelnhausen                  | – | TSV Bayer Dormagen       | 24:26 (10:14) |
| TuS Niederpleis                | – | HSG Düsseldorf           | 15:37 (6:21)  |
| Wermelskirchener TV            | – | TV Kornwestheim          | 24:33 (12:18) |
| HSV Glauchau                   | – | HSG Neudorf/Döbeln       | 32:24 (16:9)  |
| TSV Ottobeuren                 | – | HSG Konstanz             | 30:31 (14:18) |
| HSG Mülheim-Kärlich/Bassenheim | – | TuSpo Obernburg          | 29:35 (11:19) |
| TSV Pfungstadt                 | – | HG Saarlouis             | 28:30 (11:16) |
| HSG Römerwall                  | – | TV Kirchzell             | 46:11 (23:6)  |
| HBW Balingen-Weilstetten       | – | TV Nieder-Olm            | 33:27 (17:14) |
| SG Willstätt/Schutterwald      | – | SG Leutershausen         | 30:25 (15:13) |
| TV Hersfeld                    | – | TV Bittenfeld            | 27:29 (16:13) |
| SG Köndringen/Teningen         | – | Borussia Mönchengladbach | 20:19 (10:9)  |
| TSV Kuhardt                    | – | TSG Groß-Bieberau        | 11:30 (8:13)  |
| MSG Melsungen/Böddiger         | – | TSG Oßweil               | 31:30 (15:16) |
| SG Heidelsheim/Helmsheim       | – | TV 1886 Offenbach        | 27:22 (14:12) |
| DJK Unitas Haan                | – | HSG Gensungen/Felsberg   | 20:36 (8:21)  |
| VfL Waiblingen                 | – | SG Solingen              | 26:24 (13:14) |
| TSV 2000 Rothenburg            | – | EHV Aue                  | 23:36 (10:19) |
| HG Oftersheim/Schwetzingen     | – | HSC Bad Neustadt         | 25:21 (16:15) |
| TSG Friesenheim                | – | HC Erlangen              | 30:17 (14:8)  |

## 2. Runde
Die Begegnungen der 2. Runde fanden hauptsächlich am 8. Oktober 2003 statt.
| Heimmannschaft             |   | Gastmannschaft            | Ergebnis            |
| -------------------------- | - | ------------------------- | ------------------- |
| MTV Obernkirchen           | – | THW Kiel                  | 19:40 (5:20)        |
| THW Kiel II                | – | SV Anhalt Bernburg        | 23:37 (9:17)        |
| Bramstedter TS             | – | Reinickendorfer Füchse    | 26:34 (13:15)       |
| TuS N-Lübbecke             | – | TSV Altenholz             | 25:21 (14:12)       |
| USV Cottbus                | – | Wilhelmshavener HV        | 22:31 (7:10)        |
| HSG Schwerte-Westhofen     | – | SV Post Schwerin          | 22:37 (12:19)       |
| TuS Spenge                 | – | Ahlener SG                | 22:21 (12:12)       |
| GWD Minden                 | – | Stralsunder HV            | 20:21 (10:8)        |
| SG Flensburg-Handewitt     | – | HSG Nordhorn              | 31:26 (19:15)       |
| VfL Fredenbeck             | – | HSV Hamburg               | 24:33 (13:15)       |
| HC Empor Rostock           | – | HSG 02 Bielefeld          | 33:26 (13:15)       |
| TSV Burgdorf               | – | 1. SV Concordia Delitzsch | 23:31 (13:17)       |
| HSG Augustdorf/Hövelhof    | – | SC Magdeburg              | 24:34 (14:15)       |
| HG 85 Köthen               | – | MTV Rheinwacht Dinslaken  | 37:30 (16:17)       |
| Oranienburger HC           | – | HSG Tarp-Wanderup         | 24:29 (9:13)        |
| TV Emsdetten               | – | TBV Lemgo                 | 27:39 (17:20)       |
| HSG Konstanz               | – | HSG Wetzlar               | 24:33 (10:20)       |
| HSV Glauchau               | – | SG Willstätt/Schutterwald | 14:30 (6:14)        |
| VfB Forchheim              | – | SG Wallau/Massenheim      | 25:29 (15:16)       |
| TV Bittenfeld              | – | HBW Balingen-Weilstetten  | 33:38 (15:16)       |
| EHV Aue                    | – | Frisch Auf Göppingen      | 31:40 (19:20)       |
| HSG Römerwall              | – | VfL Gummersbach           | 28:38 (10:23)       |
| HG Saarlouis               | – | MSG Melsungen/Böddiger    | 17:34 (9:16)        |
| TV Hüttenberg              | – | SG Kronau/Östringen       | 30:28 (13:16) n. V. |
| TSG Friesenheim            | – | TV Großwallstadt          | 23:24 (13:9)        |
| SG Köndringen/Teningen     | – | TUSEM Essen               | 19:30 (14:16)       |
| TSG Groß-Bieberau          | – | TSV Bayer Dormagen        | 23:25 (12:15)       |
| TV Kornwestheim            | – | ThSV Eisenach             | 30:34 (15:14) n. V. |
| SG Heidelsheim/Helmsheim   | – | TuSpo Obernburg           | 29:28 (13:15)       |
| VfL Waiblingen             | – | LTV Wuppertal             | 26:32 (14:15)       |
| HSG Düsseldorf             | – | VfL Pfullingen            | 33:25 (18:13)       |
| HG Oftersheim/Schwetzingen | – | HSG Gensungen/Felsberg    | 25:28 (10:10) n. V. |

## 3. Runde
Die Begegnungen der 3. Runde fanden hauptsächlich am 5. November 2003 statt.
| Heimmannschaft            |   | Gastmannschaft            | Ergebnis                                        |
| ------------------------- | - | ------------------------- | ----------------------------------------------- |
| HG 85 Köthen              | – | THW Kiel                  | 22:36 (11:20)                                   |
| Reinickendorfer Füchse    | – | SV Anhalt Bernburg        | 48:46 (43:43, 39:39, 33:33, 15:18) n. 7m-Werfen |
| SV Post Schwerin          | – | SG Willstätt/Schutterwald | 31:28 (16:12)                                   |
| TuSpo Obernburg           | – | VfL Gummersbach           | 26:37 (12:17)                                   |
| HBW Balingen-Weilstetten  | – | HSG Tarp-Wanderup         | 27:28 (17:11)                                   |
| 1. SV Concordia Delitzsch | – | MSG Melsungen/Böddiger    | 26:29 (15:12)                                   |
| HSG Gensungen/Felsberg    | – | TBV Lemgo                 | 32:41 (13:23)                                   |
| TV Großwallstadt          | – | SC Magdeburg              | 23:30 (7:15)                                    |
| SG Wallau/Massenheim      | – | ThSV Eisenach             | 28:26 (12:8)                                    |
| TuS N-Lübbecke            | – | TSV Bayer Dormagen        | 29:26 (12:14)                                   |
| HSG Düsseldorf            | – | HC Empor Rostock          | 28:19 (16:7)                                    |
| LTV Wuppertal             | – | TuS Spenge                | 28:31 (15:14)                                   |
| Stralsunder HV            | – | Wilhelmshavener HV        | 20:21 (12:8)                                    |
| TV Hüttenberg             | – | HSV Hamburg               | 30:40 (16:20)                                   |
| HSG Wetzlar               | – | Frisch Auf Göppingen      | 28:29 (25:25, 12:11) n. V.                      |
| SG Flensburg-Handewitt    | – | TUSEM Essen               | 32:29 (17:12)                                   |

## 4. Runde
Die Begegnungen der 4. Runde fanden hauptsächlich am 3. Dezember 2003 statt.
| Heimmannschaft         |   | Gastmannschaft         | Ergebnis      |
| ---------------------- | - | ---------------------- | ------------- |
| THW Kiel               | – | SV Post Schwerin       | 36:28 (18:13) |
| HSV Hamburg            | – | TBV Lemgo              | 25:22 (16:15) |
| SG Flensburg-Handewitt | – | TuS N-Lübbecke         | 33:24 (18:17) |
| HSG Tarp-Wanderup      | – | Reinickendorfer Füchse | 30:29 (15:13) |
| HSG Düsseldorf         | – | TuS Spenge             | 28:21 (12:10) |
| Wilhelmshavener HV     | – | Frisch Auf Göppingen   | 33:26 (15:10) |
| SC Magdeburg           | – | SG Wallau/Massenheim   | 37:32 (17:17) |
| MSG Melsungen/Böddiger | – | VfL Gummersbach        | 22:27 (11:11) |

## 5. Runde
Die Begegnungen der 5. Runde fanden hauptsächlich am 11. Februar 2004 statt.
| Heimmannschaft         |   | Gastmannschaft    | Ergebnis      |
| ---------------------- | - | ----------------- | ------------- |
| HSG Düsseldorf         | – | THW Kiel          | 24:30 (9:14)  |
| SC Magdeburg           | – | HSG Tarp-Wanderup | 45:24 (19:7)  |
| Wilhelmshavener HV     | – | HSV Hamburg       | 25:30 (12:14) |
| SG Flensburg-Handewitt | – | VfL Gummersbach   | 30:22 (16:11) |

## Final Four
Die Pokalendrunde wurde am 1. und 2. Mai 2004 in der Color Line Arena in Hamburg ausgetragen.

### Halbfinale
Die Halbfinalspiele wurden am 1. Mai 2004 ausgetragen.
| Heimmannschaft         |   | Gastmannschaft | Ergebnis      |
| ---------------------- | - | -------------- | ------------- |
| SC Magdeburg           | – | HSV Hamburg    | 26:27 (9:14)  |
| SG Flensburg-Handewitt | – | THW Kiel       | 33:31 (13:15) |

### Finale
Das Finale um den DHB-Pokal wurde am 2. Mai 2004 um 14.30 Uhr ausgetragen.
| Heimmannschaft |   | Gastmannschaft         | Ergebnis     |
| -------------- | - | ---------------------- | ------------ |
| HSV Hamburg    | – | SG Flensburg-Handewitt | 23:29 (8:14) |